# Burlington Northern Railroad

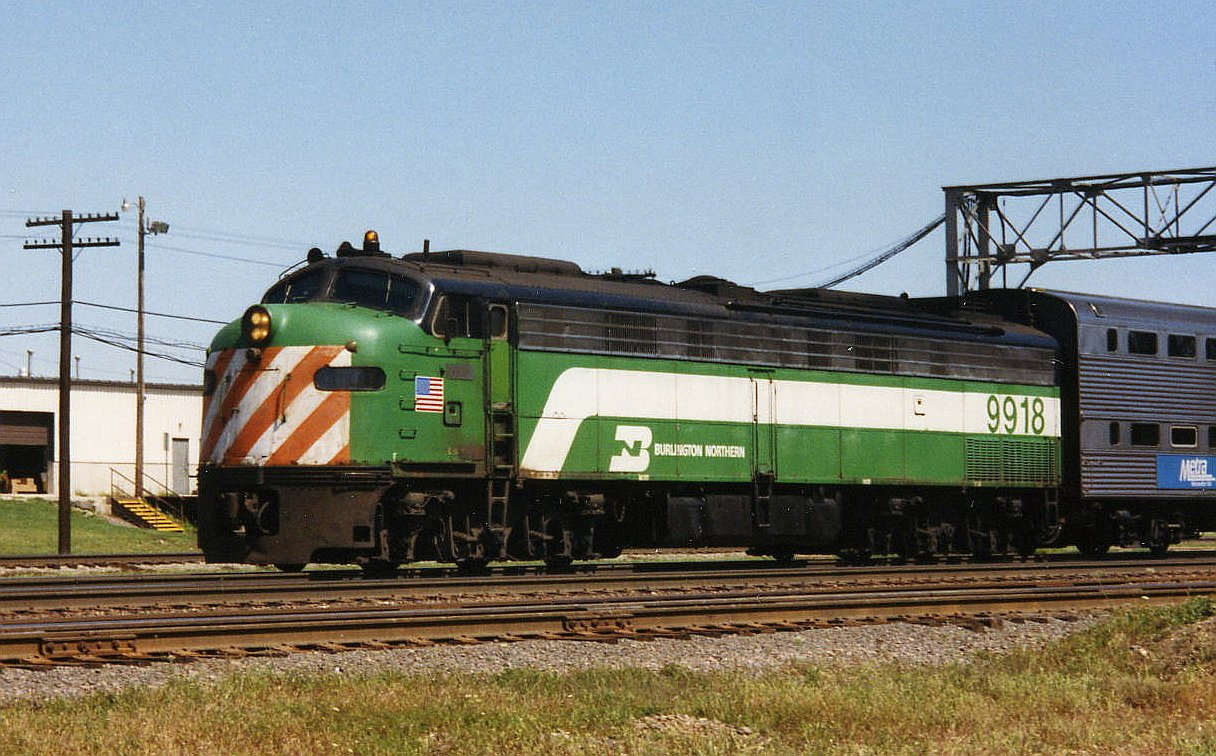
BN 9918, an EMD E9 (september 1992)

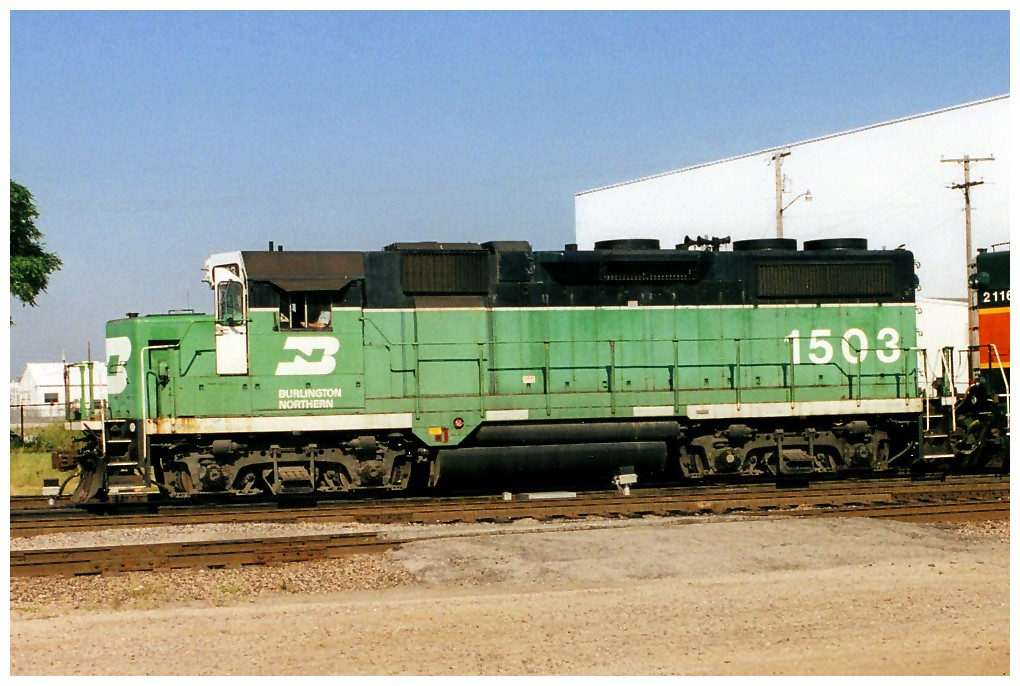
BN 1503 EMD GP28M

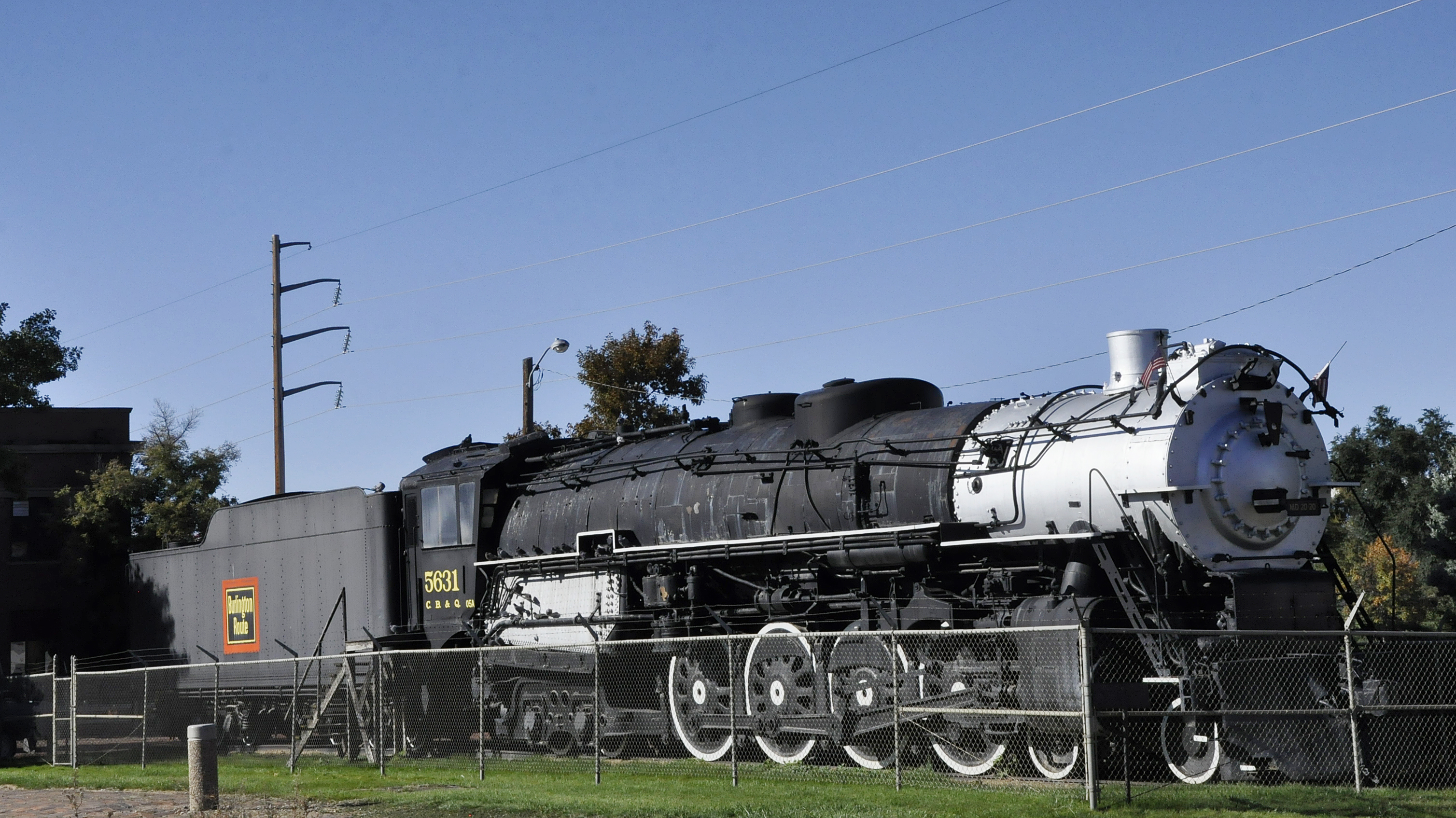
Een stoomlocomotief van de Chicago, Burlington en Quincy te Sheridan (Wyoming)

De Burlington Northern Railroad (Reporting mark: BN) was een spoorwegmaatschappij tussen 1970 en 1996 in de Verenigde Staten.

## Geschiedenis
Op 2 maart 1970 fuseerden de Great Northern Railway (GN), de Northern Pacific Railway (NP), de Chicago, Burlington and Quincy Railroad (CB&Q), en de Spokane, Portland and Seattle Railway (SP&S) tot de Burlington Northern Railroad.
Het was de vijfde poging tot een fusie; de eerste poging werd gedaan door de eerste voorzitter van de GN James J. Hill. Hij probeerde de GN en de NP in 1893 samen te voegen, deze fusie werd door de regering verworpen. In 1901 probeerde Hill het weer, nu met de fusie tussen de CB&Q en de GN, ook deze poging werd tegengehouden door de regering. De spoorwegmaatschappijen probeerden in totaal vier keer te fuseren (in 1893, 1901, 1927 en 1961) totdat ze in 1970 eindelijk toestemming van de Interstate Commerce Commission kregen. In 1980 werd de St. Louis-San Francisco Railway Co. (Frisco) overgenomen en deze ging op in Burlington Northern Railroad.
Het hoofdkantoor van het moederbedrijf Burlington Northern Inc. verhuisde in 1981 naar Seattle, Washington.

## Afstoten niet-spoorwegactiviteiten
In 1988 werden de niet railgebonden activiteiten afgescheiden en deze gingen verder onder de naam Burlington Resources. Burlington Resources kreeg de belangen in de olie- en gasindustrie en het vastgoed. In 2006 werd Burlington Resources overgenomen door ConocoPhillips. Na de afsplitsing in 1988 verhuisde het hoofdkantoor van de spoorwegmaatschappij naar Fort Worth.

## Fusie
Op 31 december 1996 fuseerde de Burlington Northern met de Atchison, Topeka and Santa Fe Railway en vormde zo de Burlington Northern Santa Fe Railway, wat later werd ingekort tot de BNSF Railway.